# Equazione personale
L'equazione personale, nella scienza del XIX e dell'inizio del XX secolo, è la correzione sistematica a cui devono essere sottoposte le osservazioni e le misure ottenute da un singolo osservatore, derivanti dalle distorsioni sistematiche caratteristiche di questi.

## Storia

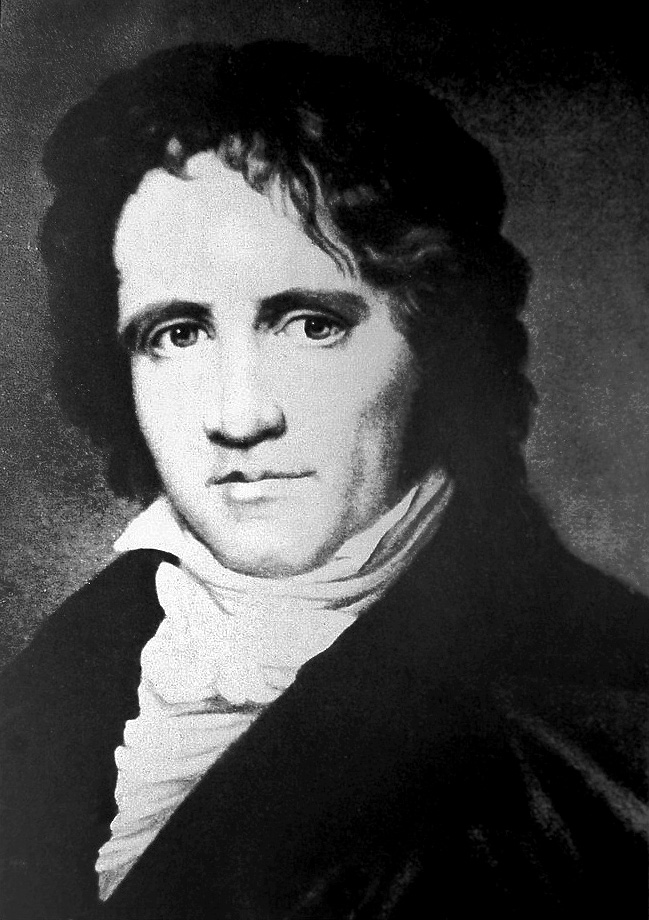
Friedrich Wilhelm Bessel

L'equazione personale fu teorizzata dall'astronomo tedesco Friedrich Wilhelm Bessel (1784-1846) il quale notò notevoli discordanze fra le relazioni degli astronomi nelle osservazioni meridiane, allorché si trattava di bisecare l'immagine di una stella con il filo di un micrometro: alcuni osservatori tendevano a riportare sistematicamente la bisecazione prima che si verificasse, altri dopo. 
Il rilievo di Bessel rese gli astronomi sempre più diffidenti sull'affidabilità dei dati ottenuti dagli altri astronomi e dai loro assistenti, e si dette inizio allo studio di procedimenti sistematici per tentare la rimozione, o quanto meno la riduzione, degli effetti della distorsione. Fra le proposte: il ricorso all'automazione, in accordo alla presunta oggettività delle macchine; la formazione professionale degli osservatori per cercare di evitare alcune note cause di errore (per esempio, la mancanza di sonno); il ricorso a strumenti che consentivano a più osservatori di fare la stessa osservazione nello stesso tempo; la registrazione di dati ridondanti; il ricorso a tecniche quali il metodo dei minimi quadrati per estrapolare i valori più probabili; la quantificazione delle equazioni personali dei singoli osservatori allo scopo di sottrarre gli scostamenti sistematici dal valore atteso.
Questi problemi vennero infine rilevati in psicologia, in medicina e nelle scienze sociali. Nel caso della sociologia, afferma Ferrarotti:
(Franco Ferrarotti, Guida alla nuova sociologia, Roma, Newton & Compton editori, 2003, ISBN 88-8289-715-X, p. 10)